# Tito Flavio Sabino (console 69)
Tito Flavio Sabino (latino: Titus Flavius Sabinus; fl. 69-81) fu un politico dell'Impero romano, imparentato con la dinastia flavia.

## Biografia
Sabino era figlio di Tito Flavio Sabino (console 47), fratello maggiore del generale, e poi imperatore, Tito Flavio Vespasiano. Ebbe due figli, Tito Flavio Sabino (console 82) e Tito Flavio Clemente (console 95).
Sabino fu console suffetto nel 69, in carica per i mesi di maggio e giugno. In quell'anno, passato alla storia come l'anno dei quattro imperatori, combatté per Otone contro Vitellio, ma quando il primo fu sconfitto, si sottomise al vincitore. Assieme al padre e al cugino Tito Flavio Domiziano fu assediato sul Campidoglio dagli uomini di Vitellio, a seguito della proclamazione a imperatore di Vespasiano; a differenza del padre, però, Sabino riuscì a sfuggire agli assedianti dopo che il tempio sul colle fu dato alle fiamme.